# Cobra-rateira
A cobra-rateira (Malpolon monspessulanus) é o ofídio de maiores dimensões da Europa, medindo entre 160 e 230 cm. Distribui-se geograficamente pelo sul da Europa (Península Ibérica, área mediterrânica de França, região adriática de Ístria, sul dos Balcãs), pelo Médio Oriente e pelo norte de África. É assim um biótipo mediterrânico característico.
Alimenta-se de pequenos animais, mamíferos, aves e répteis, incluindo outras cobras, mas principalmente de roedores, justificando o seu nome. É venenosa mas, como possui os colmilhos na parte posterior da boca, não consegue inocular o veneno como defesa, usando-o apenas durante a deglutição das presas. Não consegue por isso inocular veneno nos casos de mordedura acidental em seres humanos.
Tem reprodução sexuada e é ovípara.
Vive sobretudo em lugares secos, rochosos e arbustivos, em zonas de planície e de média altitude.

## Bibiliografia
- Almeida, Nuno Ferrand de; Helena Gonçalves, Fernando Sequeira e José Teixeira (2001). Guia de Campo dos Anfíbios e Répteis de Portugal. Lisboa: FAPAS. ISBN 9789729595165
- Maravalhas, Ernestino; e Albano Soares (2018). Anfíbios e Répteis de Portugal. Lisboa: Ernestino Maravalhas. ISBN 9789899861411